# 嘉陵江日報
嘉陵江日報由卢作孚在北碚创办，初名《嘉陵江》，为三日刊，后改双日刊。民國廿年元旦改日刊，易名為《嘉陵江日报》，1948年9月1日改名《北碚日报》，卢作孚先生曾作第一任主编。該报是研究北碚地区历史发展的重要地方文献。見藏于北碚圖書館。

## 參看
- 卢作孚
- 北碚